# Résolution 2722 du Conseil de sécurité des Nations unies
Membres permanents
- Chine
- États-Unis
- France
- Royaume-Uni
- Russie

Membres non permanents
Résolution no 2721 Résolution no 2723
La résolution 2722 du Conseil de sécurité des Nations unies est adoptée le 10 janvier 2024. Selon la résolution, le Conseil de sécurité appelle les Houthis du Yémen à cesser immédiatement toutes les attaques contre les navires marchands et commerciaux et à libérer le navire capturé Galaxy Leader et son équipage,,.
L'Algérie, la Chine, le Mozambique et la Russie se sont abstenus de voter.
Deux jours plus tard, les États-Unis et le Royaume-Uni, avec le soutien de l'Australie, de Bahreïn, du Canada, de la Nouvelle-Zélande, des Pays-Bas et de la Corée du Sud, lancent une série de frappes aériennes et de missiles contre les Houthis.